# اسوس
آسوس، یک شهر کوچک و به لحاظ تاریخی غنی در منطقه آیواجیک، استان چاناق‌قلعه در ترکیه امروزی می‌باشد. ارسطو پس از ترک آکادمی افلاطون در آتن به این شهر رفت. وی در آکادمی اسوس به عنوان رئیس گروهی از فلاسفه و دانشمندان به جانورشناسی و زیست‌شناسی پرداخت. و هنگامی که هخامنشیان به آسوس حمله نمودند از آنجا گریخت و به مقدونیه باستان رفت. جایی که در آن به تدریس اسکندر پسر فیلیپ مشغول شد.

## تاریخ
سایت باستان‌شناسی اسوس در بخش جنوب غربی شبه جزیره بیگا، در محدوده روستای بهرامکالا، در ۱۷ کیلومتری جنوب ناحیه آیواجیک در استان چاناک قلعه واقع شده است. این شهر باستانی بر روی تپه‌ای شیب‌دار قرار دارد که ۲۳۵ متر از سطح دریا ارتفاع دارد.
اسوس برای اولین بار در عصر برنز مسکونی شد. شهر عصر برنزی اسووا، که در متون هیتی‌ها ذکر شده است، و پِداسوس، که در ایلیاد هومر ذکر شده است، هر دو برابر با اسوس امروزی هستند. بر اساس منابع باستانی، متیمنیایی‌ها از جزیره لسبوس، شهر یونانی اسوس را در قرن هفتم قبل از میلاد تأسیس کردند. در قرن ششم قبل از میلاد، اسوس یکی از ایالت‌های یونان غربی بود که تابع لیدیه شد. پس از نابودی پادشاهی لیدی توسط کوروش بزرگ، پادشاه پارس‌ها، به امپراتوری هخامنشیان ملحق شد. در قرن پنجم قبل از میلاد، این کشور به عضویت کنفدراسیون آتن درآمد، اما احتمالاً در اوایل قرن چهارم قبل از میلاد به کنترل هخامنشیان بازگشت.
اسوس در قرن چهارم قبل از میلاد به اوج شهرت خود رسید. در سال ۳۶۵ قبل از میلاد، تحت حکومت اوبولوس، با قوای زمینی و دریایی نیروهای ترکیبی فرمانده ایرانی اتوفراداتس و ساتراپ کاریان ماوسولوس قرار گرفت، اما با موفقیت در برابر نیروهای محاصره کننده مقاومت کرد. در سال ۳۵۰ قبل از میلاد، آسوس تحت کنترل خواجه‌ای به نام هرمیا قرار گرفت که برده سابق اوبولوس و شاگرد سابق آکادمی افلاطون بود. هرمیا تعدادی از فیلسوفان و دانشمندان علوم طبیعی، از جمله همکلاسی‌های سابق خود ارسطو و گزنوکراتس را دعوت کرد تا یک مدرسه فلسفی در آسوس تأسیس کنند. ارسطو که متعاقباً با پیتیا خواهرزاده هرمیا ازدواج کرد، پس از مرگ افلاطون در سال ۳۴۷ قبل از میلاد، ۳ سال را در شهر گذراند. در سال ۳۴۵ قبل از میلاد، آسوس بار دیگر تحت کنترل هخامنشیان درآمد و تا زمان آزادی آن توسط اسکندر مقدونی در سال ۳۳۴ قبل از میلاد در این قلمرو باقی ماند. پس از مرگ اسکندر، شهر تحت سلطه سلوکیان قرار گرفت و متعاقباً بخشی از پادشاهی پرگامون شد و سرانجام در سال ۱۳۳ قبل از میلاد به کنترل رومیان درآمد.
آسوس که توسط سنت پل در سال ۵۶/۷ بعد از میلاد بازدید شد، یکی از اولین شهرهای آناتولی غربی بود که به مسیحیت گروید و از قرن پنجم تا چهاردهم پس از میلاد به عنوان اسقف‌نشین در فهرست‌ها ثبت شد. در دوران بیزانس، آسوس هنوز یک شهرستان  مهم برای تجارت منطقه‌ای و بین منطقه‌ای بود. در دوره بیزانس این شهر را مچرام می‌نامیدند و گمان می‌رود نام امروزی این مکان، بهرام، از مچرم گرفته شده باشد. ترک‌ها در آغاز قرن چهاردهم این شهر را فتح کردند. این بندر تا قرن هجدهم هرگز کارکرد خود را از دست نداد، زمانی که بندر مهم تجارت قشر بلوط والونئا (Quercus macrolepis) بود.